# جون يودكين
جون يودكين John Yudkin (8 أغسطس 1910 - 12 يوليو 1995) أخصائية فيزيولوجيا وتغذية بريطانية، والأستاذ المؤسس لقسم التغذية في كلية كوين إليزابيث، لندن., وهو زميل الجمعية الملكية للكيمياء FRSC
كتب جوهن يوكين العديد من الكتب التي أوصت بالوجبات الغذائية منخفضة الكربوهيدرات لفقدان الوزن، بما في ذلك كتاب This Slimming Business (1958). اكتسب شهرة دولية لكتابه Pure، White and Deadly (1972)، الذي حذر من أن استهلاك السكر (السكروز، الذي يتكون من الفركتوز والجلوكوز) يشكل خطورة على الصحة، وهي حجة قدمها منذ عام 1957. على وجه التحديد، كتب أن استهلاك السكر كان عاملاً في تطور حالات مثل تسوس الأسنان والسمنة والسكري والنوبات القلبية.
كان فشل يودكين في دمج العوامل المربكة المحتملة في تصميماته للتحكم في الحالة مجالًا لانتقادات شديدة في ذلك الوقت؛ بصرف النظر عن عوامل الخطر المعروفة الأخرى التي لم يتم قياسها والتي قد تؤثر على أمراض القلب والأوعية الدموية (CVD)، ظهرت البيانات بعد فترة وجيزة مما يشير إلى أن تناول السكريات مرتبط بالتدخين، وهو عامل خطر كبير للإصابة بأمراض القلب والأوعية الدموية. أدى فشله في حساب العوامل المربكة إلى كلمات قاسية من مجموعة Ancel Keys في ذلك الوقت. منذ أواخر العقد الأول من القرن الحادي والعشرين، كان هناك تجديد الاهتمام بعمله، بعد مقطع فيديو على يوتيوب عام 2009  حول السكر وشراب الذرة عالي الفركتوز بواسطة طبيب الغدد الصماء للأطفال روبرت لوستج، وبسبب القلق المتزايد بشأن وباء السمنة ومتلازمة التمثيل الغذائي. أعيد نشر Pure، White and Deadly في عام 2012، بمقدمة من قبل Lustig.

## النشأة وتعليمه
نشأ يودكين في الطرف الشرقي من لندن في عائلة يهودية أرثوذكسية هربت من المذابح الروسية عام 1905. تركت وفاة والده يودكين البالغ من العمر 6 سنوات وأخوته الأربعة لتربية والدتهم في فقر مدقع. حصل على منح دراسية لمدرسة هاكني داون، ومنح أخرى إلى تشيلسي بوليتكنيك. بعد حصوله على درجة البكالوريوس في عام 1929، فكر لفترة وجيزة في مهنة التدريس،[بحاجة لمصدر] لكنه اكتشف بعد ذلك أنه يمكنه أداء امتحان للحصول على منحة دراسية في جامعة كامبريدج. حصل على شهادة الثانوية العامة في كلية المسيح، كامبريدج كباحث، وتخرج في الكيمياء الحيوية في سن العشرين عام 1931.
للحصول على درجة الدكتوراه عمل في قسم الكيمياء الحيوية في كامبريدج تحت إشراف مارجوري ستيفنسون، رائد الأبحاث في التمثيل الغذائي البكتيري، والذي مول عمله. كانت أطروحة الدكتوراه الخاصة به حول «الإنزيمات التكيفية» (التي سميت فيما بعد «تخليق الإنزيم المستحث»). ألهمت روايته للظاهرة البحث الذي أجراه جاك مونود، الذي وضع لاحقًا آلية مفصلة لتحريض الإنزيمات في البكتيريا وحصل على جائزة نوبل عن عمله.
عام 1933 تزوج يودكين من ميلي هميلويت التي كانت قد غادرت برلين مؤخرًا هربًا من تدهور الوضع السياسي. استمر الزواج حتى وفاتها في مارس 1995. أنجبا ثلاثة أبناء، مايكل (1938)، جوناثان (1944-2012) وجيريمي (1948).

## عمله
| - FRSC (1938) - عضو الكلية الملكية للأطباء MRCP 1946 - فيبيول 1958 - برنامج كلية الأطباء الملكية 1975 - زميل كينجز كوليدج، لندن 1971 - زميل فخري في الجامعة العبرية، القدس 1993 |

أكمل يودكين دراسته الطبية في عام 1938، وتم تعيينه مديرًا للدراسات الطبية في كلية المسيح. في نفس العام، وبدأ البحث في مختبر دن للتغذية في كامبريدج، حيث عمل بشكل أساسي على تأثيرات الفيتامينات الغذائية.
أظهرت الدراساته التي أجراها عن الحالة التغذوية لأطفال المدارس في كامبريدج أن مكملات النظام الغذائي بالفيتامينات كان لها تأثير ضئيل على صحتهم العامة. أظهرت الدراسات أيضًا بالصدفة أن الأطفال من منطقة أكثر فقرًا في كامبريدج كانوا أقصر أقصر وأخف وزناً، وكان لديهم مستويات أقل من الهيموجلوبين وقبضة أضعف من أولئك الذين يعيشون في منطقة أكثر ثراءً. علاوة على ذلك، كان الأطفال من ثلاث مدن صناعية في اسكتلندا، في المتوسط، أقل شأنا في نفس القياسات الأربعة من متوسط طفل كامبريدج، وكان الأطفال من العائلات الفقيرة في المدن الاسكتلندية أقل شأنا في هذه القياسات من أولئك الذين ينتمون إلى العائلات الثرية.
ربما ساعدت هذه النتائج في إقناع يودكين بأن التغذية لم تكن علمًا بيولوجيًا فحسب، بل كانت لها أيضًا مكونات وتأثيرات اجتماعية واقتصادية مهمة. في عام 1942، كتب مقالاً في "The Times" (نُشر دون ذكر اسمه، كما كان معتادًا في تلك الأيام) يشير إلى وجود عدد كبير من المنظمات في المملكة المتحدة معنية بطريقة ما بالتغذية - وزارة الغذاء، وزارة الصحة، ومجلس البحوث الطبية، والمجلس الاستشاري لمجلس الوزراء للسياسة الغذائية، وما إلى ذلك - ولكن لا توجد هيئة واحدة مسؤولة عن صياغة خطة موحدة للتغذية. ما كان مطلوبًا هو مجلس التغذية البريطاني الذي يشرف على السياسة الغذائية. وقع الاقتراح على آذان غير صاغية.
خلال الحرب العالمية الثانية، خدم يودكين في الفيلق الطبي بالجيش الملكي وتم إرساله إلى سيراليون. وأثناء وجوده هناك درس مرض جلدي كان منتشرًا بين الجنود الأفارقة المحليين واكتشف أنه ليس بسبب عدوى، كما كان يعتقد، ولكن بسبب نقص الريبوفلافين.  وجد أن الجيش قد ابتكر نظامًا غذائيًا موحدًا لجنوده في المستعمرات البريطانية الأربع لغرب إفريقيا (غامبيا وسيراليون والساحل الذهبي ونيجيريا). كان هذا النظام الغذائي، على الورق، مناسبًا لجميع العناصر الغذائية - بما في ذلك الريبوفلافين، الذي تم توفيره في الغالب من الدخن. لكن اتضح أن الدخن، على الرغم من كونه عنصرًا أساسيًا في جولد كوست ونيجيريا، كان مكروهًا من قبل جنود من سيراليون، الذين لا يأكلونه حتى لو كانوا جائعين. يجب أن تكون هذه التجربة قد أعادت إلى يودكين أهمية العادات والتربية في تحديد اختيار الشخص للأطعمة.
عام 1945 بعد انتهاء الحرب بوقت قصير، تم انتخابه رئيسًا لعلم وظائف الأعضاء في كلية الملكة إليزابيث في لندن. على مدى السنوات العديدة التالية، تحت قيادته، أنشأت الكلية وجامعة لندن درجة البكالوريوس في التغذية  (الدرجة الأولى في التغذية في أي جامعة أوروبية).[بحاجة لمصدر] تم تعليم الطلاب سلسلة متكاملة من الدورات بما في ذلك ليس فقط الكيمياء والفيزياء وعلم الأحياء ولكن أيضًا العناصر ذات الصلة بالديموغرافيا وعلم الاجتماع والاقتصاد وعلم النفس. تم قبول الطلاب الأوائل في عام 1953، وفي عام 1954 تم افتتاح قسم التغذية رسميًا وتم تحويل كرسي Yudkin إلى أستاذ التغذية. خلال السنوات التالية، اكتسب القسم سمعة دولية ليس فقط لقوة أبحاثه في الجوانب الفسيولوجية والكيميائية الحيوية للموضوع، ولكن أيضًا للعمل في مواضيع مثل التغذية عند كبار السن، ومسوحات الطعام في مجموعات محددة وعلم نفس اختيار الطعام، وقد اجتذب العديد من الطلاب من خارج المملكة المتحدة، وكثير منهم من البلدان النامية.
أظهرت منشوراته من القسم اتساعًا غير عادي في الاهتمامات، بما في ذلك مزيد من الدراسات حول الإنزيمات التكيفية،  التغذية والصحة العامة،  أمراض الثراء،  الطعام الاختيار في كل من البشر  وحيوانات التجارب،  والجوانب التاريخية للنظام الغذائي البشري. لكن اهتمامه أصبح يتركز بشكل متزايد على موضوعين: علاج زيادة الوزن والآثار الضارة للاستهلاك المفرط للسكر (السكروز).
جلبت نهاية نظام الحصص الغذائية في أوائل الخمسينيات من القرن الماضي زيادة في عدد الأشخاص الذين يعانون من السمنة، وبحلول عام 1958 انتشرت أنظمة غنقاص الوزن، وكثير منها ليس لها أساس علمي. أظهر يودكين أنه في معظم المرضى يمكن التحكم في الوزن بشكل جيد عن طريق تقييد الكربوهيدرات الغذائية. أثبتت رواية «هذا العمل النحيف» (1958)، التي عبّرت عن هذه الفكرة بلغة سهلة الاستخدام، شعبيتها: أعيد نشرها في غلاف ورقي عام 1962، ووصلت إلى نسختها الرابعة في عام 1974، وعادت إلى الظهور باسم «اخسر الوزن، اشعر بالراحة» في الولايات المتحدة الأمريكية، تمت ترجمته إلى الهولندية والهنغارية، وتم إنتاج «كتاب الطبخ Slimmer» في عام 1961 و «النحافة الكاملة» في عام 1964
نشأ اهتمام يودكين بالسكر بشكل غير مباشر من دراساته للزيادة المقلقة في العديد من البلدان خلال النصف الأول من القرن العشرين في حدوث تجلط الدم التاجي. كانت هذه الزيادة مصدر قلق كبير للمهنيين الصحيين، وعُزيت على نطاق واسع إلى زيادة كمية الدهون، أو نوع معين من الدهون، في النظام الغذائي. في ورقة نُشرت عام 1957  حلل يودكين النظم الغذائية ومعدل الوفيات في الشريان التاجي في بلدان مختلفة لعام 1952، كما حلل اتجاهات النظام الغذائي واتجاهات الوفيات التاجية في المملكة المتحدة بين عامي 1928 و 1954. لم ينتج عن أول هذه التحليلات أي دليل على الرأي القائل بأن الدهون الكلية، أو الدهون الحيوانية، أو الدهون المهدرجة، كانت السبب المباشر لتجلط الشريان التاجي. في الواقع، كانت أقرب علاقة بين وفيات الشريان التاجي وأي عامل غذائي واحد هو السكر. التحليل الثاني، تحليل الاتجاهات التاريخية في المملكة المتحدة، لم يجد علاقة جيدة مع أي عامل غذائي واحد. بدلاً من ذلك، أشارت إلى أن بعض التغييرات أو التغييرات في نمط الحياة خلال العقود العديدة الماضية ساهمت في زيادة حالات الوفيات التاجية. كان أحد التغييرات الواضحة هو تقليل التمرين، وكان آخر تغيير في النظام الغذائي.
نظرًا للزيادة الهائلة في استهلاك السكر خلال النصف الأول من القرن، بدأ يودكين في الشك في أن السكر المفرط في النظام الغذائي قد يساهم ليس فقط في السمنة ولكن أيضًا في أمراض القلب التاجية. بدراسة البيانات التاريخية من العديد من البلدان المختلفة، وجد أن الازدهار المتزايد يؤدي إلى زيادة استهلاك السكر، خاصة في الأطعمة المصنعة، وأيضًا أن التوافر الجاهز للأغذية المصنعة المحتوية على السكر حتى في البلدان الفقيرة قد يؤدي إلى شرائها تفضيل المزيد من الأطعمة المغذية. في عام 1964 كتب «في البلدان الأكثر ثراءً، هناك أدلة على أن الأطعمة التي تحتوي على السكر والسكر تساهم في العديد من الأمراض، بما في ذلك السمنة وتسوس الأسنان وداء السكري واحتشاء عضلة القلب [النوبة القلبية]». من خلال التحقيق فيما إذا كان يمكن إظهار أي صلة بين استهلاك السكر والمرض في المرضى الأفراد، وجد هو وزملاؤه في قسم التغذية أن المرضى الذين يعانون من مرض تصلب الشرايين (نذير متكرر لمرض القلب التاجي) يستهلكون سكروزًا أكثر بكثير من مرضى السيطرة.

## كتاب نقي ابيض وقاتل

### خلفية حول الكتاب
كتب يودكين كتابه حول السكر ومضاره تحت عنوان كتاب نقي وابيض وقاتل (Pure, White and Deadly) عام (1972) لجمهور القراء غير المتخصصين. كانت نيته تلخيص الدليل على أن استهلاك السكر يؤدي إلى زيادة كبيرة في حدوث تجلط الدم في الشريان التاجي. أنه كان بالتأكيد متورطًا في تسوس الأسنان، وربما يكون متورطًا في السمنة ومرض السكري وأمراض الكبد، وربما يشارك في النقرس وعسر الهضم وبعض أنواع السرطان. اعتمد الكتاب على دراسات من عمل جوهن يودكين نفسه وأبحاث بيوكيميائية ووبائية أخرى في المملكة المتحدة وأماكن أخرى. كان كتاب كتاب نقي وابيض وقاتل ناجحة للغاية. ظهرت على أنها حلوة وخطيرة في الولايات المتحدة الأمريكية، وتُرجمت إلى الفنلندية والألمانية والهنغارية والإيطالية واليابانية والسويدية. نُشرت طبعة منقحة وموسعة في عام 1986.
تبدأ الفقرة الأخيرة من الفصل الأول «آمل أنه عندما تقرأ هذا الكتاب سأكون قد أقنعتك أن السكر خطير حقًا» كانت الرسالة غير مرحب بها على الإطلاق في صناعة السكر ومصنعي الأغذية المصنعة. استخدمت هذه الشركات عددًا من الأساليب لعرقلة عمل يودكين . يسرد الفصل الأخير من الكتاب عدة أمثلة لمحاولات التدخل في تمويل بحثه ومنع نشره. كما يشير إلى اللغة البغيضة والتشهير الشخصي الذي استخدمه أنسيل كيز - عالم الأوبئة الأمريكي الذي اقترح أن الدهون المشبعة هي السبب الرئيسي لأمراض القلب - لرفض الدليل على أن السكر هو الجاني الحقيقي. كتب Keys، على سبيل المثال:
من الواضح أن يودكين ليس لديه أساس نظري أو دليل تجريبي لدعم ادعائه عن التأثير الرئيسي للسكروز الغذائي في مسببات أمراض الشرايين التاجية؛ لم يتم تأكيد ادعائه بأن الرجال الذين يعانون من أمراض الشرايين التاجية الذين يأكلون السكر بشكل مفرط، ولكن تم دحضه من خلال العديد من الدراسات المتفوقة في المنهجية و / أو الحجم مقارنة به؛ و «شواهده» من إحصاءات السكان واتجاهات الوقت لن تصمد أمام الفحص النقدي الأساسي. لكن الدعاية لا تزال تتردد ...
كانت جهود صناعة المواد الغذائية لتشويه سمعة القضية المرفوعة ضد السكر ناجحة إلى حد كبير، وبحلول وقت وفاة يودكين في عام 1995، لم تعد تحذيراته، في الغالب، تؤخذ على محمل الجد. على الرغم من الانتقادات القائلة بأنه «ليس لديه أساس نظري» لدعم ادعاءاته،  بعد نشر كتابه بنجاح في أمريكا، أوصت إرشادات ماكجفرن للأهداف الغذائية الأمريكية، في عام 1977، بخفض تناول السكر «بنسبة 40 %،» والإرشادات التي نشرتها الولايات المتحدة في عام 1980 نصحت بشكل بارز«بعدم تناول الكثير من السكر.»

### إعادة الطباعة والنشر
عام 2009 قام روبرت لوستج اختصاصي الغدد الصماء لدى الأطفال بجامعة كاليفورنيا في سان فرانسيسكو، والذي يهتم بشكل خاص بسمنة الأطفال، بعمل فيديو بعنوان السكر ، الحقيقة المرة.  اكتشف هو وزملاؤه، بصرف النظر عن عمل يودكين، أن السكر له آثار ضارة خطيرة، لا سيما في مسببات مرض السكري والسمنة. في مقطع الفيديو الخاص به، أشار أيضا إلى إعادة اكتشافه 
أعيد نشر كتاب نقي وابيض وقاتل في عام 2012، بعد 40 عامًا من ظهوره لأول مرة، مع مقدمة من روبرت لوستج، ثم تُرجمت لاحقًا إلى اللغتين الألمانية والكورية. ظهرت مقالات عن عمل يودكين، والطريقة التي شوهت بها صناعة المواد الغذائية وأعاقت بحثه، في الصحافة العادية  وفي البرامج التلفزيونية في المملكة المتحدة وأستراليا وكندا. كانت حججه وأدلة حول مخاطر السكر محور العديد من المقالات في المجلة الطبية البريطانية في 19 يناير 2013.

## Later life
Yudkin retired from his Professorship in 1971 and left the College in 1974. He continued to write research papers and books. This Nutrition Business appeared in 1976 (and was later translated into Spanish), A–Z of Slimming in 1977, Eat Well, Slim Well in 1982, The Penguin Encyclopedia of Nutrition in 1985 (later translated into French), and The Sensible Person's Guide to Weight Control in 1990. He also continued to write popular articles in lay magazines, having by now become a household name. Having been interested in Israel for many years – soon after its foundation in 1948 he had been asked to advise on the nutritional problems experienced by the new state – he continued in his retirement as an active Governor of the الجامعة العبرية في القدس. He also began to collect antiquarian books, specialising in medicine, nutrition and the culinary arts; after his death much of his collection was given to the مكتبة إسرائيل الوطنية، Jerusalem. He died in London on 12 July 1995.[بحاجة لمصدر]

## أعمال مختارة
كتب جون يودكين وحده
1. Yudkin، John (1958). This Slimming Business. London: MacGibbon and Kee. OCLC:1438051.
2. — (1964). The Complete Slimmer. London: MacGibbon and Kee. OCLC:6577528.
3. — (1972). Pure, White and Deadly: The Problem of Sugar. London: Davis-Poynter. ISBN:978-0706700565. OCLC:571307.
4. — (1976). This Nutrition Business. Sevenoaks: Teach Yourself Books. ISBN:978-0312800550. OCLC:3168592.
5. — (1977). A–Z of slimming. London: Davis-Poynter. ISBN:978-0706702132. OCLC:3868327.
6. — (1982). Eat Well, Slim Well. London: Collins and Davis-Poynter. ISBN:978-0002163965. OCLC:16552964.
7. — (1985). The Penguin Encyclopaedia of Nutrition. Harmondsworth: Viking. ISBN:978-0670801114. OCLC:12096288.
8. — (1990). The Sensible Person's Guide to Weight Control. London: Smith-Gordon. ISBN:978-1854630438. OCLC:59832913.

كتب كتبها أو حررها يودكين وآخرون
- Yudkin، John؛ Chappell، G. M. (1961). The Slimmer's Cookbook. London: MacGibbon and Kee.
- Yudkin؛ McKenzie، المحررون (1964). Changing Food Habits. London: MacGibbon and Kee.
- Yudkin، المحرر (1966). Our Changing Fare: Two Hundred Years of British Food Habits. London: MacGibbon and Kee.
- —؛ Barker، T. C.؛ Oddy، D. J. (1970). The Dietary Surveys of Dr Edward Smith 1862–3. London: Queen Elizabeth College.
- Yudkin؛ Edelman؛ Hough، المحررون (1971). Sugar. London: Butterworths.
- Yudkin؛ Barker، المحررون (1971). Fish in Britain. London: Queen Elizabeth College.
- Yudkin؛ Burland؛ Samuel، المحررون (1974). Obesity Symposium. Edinburgh: Churchill Livingstone.
- Yudkin، المحرر (1978). Diet of Man: Needs and Wants. London: Applied Science Publishers.